# Campionamento (teoria dei segnali)

Rappresentazione del campionamento di un segnale. Il segnale continuo S(t) è rappresentato con una linea verde mentre i campioni discreti sono indicati con linee verticali blu.

Il campionamento è una tecnica che consiste nel convertire un segnale continuo nel tempo oppure nello spazio in un segnale discreto, valutandone l'ampiezza a intervalli temporali o spaziali solitamente regolari. 
In questo modo, a seguito di una successiva operazione di quantizzazione e conversione, è possibile ottenere una stringa digitale (discreta nel tempo o nello spazio e nell'ampiezza) che approssimi quella continua originaria.

## Intervallo e frequenza di campionamento
Il campionamento consiste nel misurare e registrare il valore del segnale analogico in diversi istanti nel tempo o posizioni nello spazio. Il tempo T che intercorre tra una valutazione e l'altra si chiama, a seconda del caso, "intervallo temporale di campionamento" o "intervallo spaziale di campionamento".
La frequenza di campionamento {\textstyle f_{c}={\frac {1}{T}}} è il reciproco dell'intervallo spaziale o temporale di campionamento.
Si fa usualmente riferimento al più comune campionamento su intervalli temporali, mentre il campionamento a intervalli spaziali interessa spesso l'ambito dell'ottica.

## Campionamento e aliasing
Il teorema che stabilisce quale sia la frequenza minima di campionamento con una determinata caratterizzazione in frequenza (trasformata di Fourier) affinché il segnale analogico possa essere ricostruito a valle a partire da quello discreto in input è il teorema del campionamento di Shannon-Nyquist, ovvero:
{\displaystyle f_{c}>2\cdot f_{m}}
Dove {\displaystyle f_{c}} è la frequenza di campionamento e {\displaystyle f_{m}} è la massima frequenza dello spettro del segnale da campionare. Se viene rispettata questa condizione, è allora possibile ricostruire, con l'utilizzo di apposite funzioni interpolatrici, il segnale analogico senza perderne alcuna informazione; Qualora invece non venga rispettata tale condizione, si riscontra un effetto conosciuto con il nome di "aliasing", che comporta una distorsione del segnale analogico ricostruito. Generalmente per una buona e fedele ricostruzione del livello analogico è richiesta una frequenza di campionamento che sia 5-10 volte maggiore alla frequenza massima contenuta nel segnale campionato. Si richiede una frequenza maggiore di quella di Shannon per poter utilizzare funzioni interpolatrici più semplici.
Definendo la frequenza di Nyquist come {\displaystyle f_{n}=f_{c}/2}, la ricostruzione di un segnale analogico costituito da componenti in frequenza superiori alla frequenza di Nyquist porta ad ottenere un segnale dove queste componenti hanno una frequenza detta "specchiata" rispetto alla frequenza di Nyquist, cioè simmetrica rispetto alla frequenza di Nyquist a quella del segnale analogico originale. Ad esempio se il livello analogico è una sinusoide di frequenza {\displaystyle f_{s}=12Hz} e la frequenza di campionamento è {\displaystyle f_{c}=20Hz}, allora si ottiene {\displaystyle f_{r}=f_{n}-(f_{s}-f_{n})=8Hz}, con {\displaystyle f_{r}} la frequenza della sinusoide ricostruita.
Per evitare il fenomeno dell'aliasing è allora necessario:
1. adottare una frequenza di campionamento maggiore se non si vogliono perdere le informazioni contenute nelle componenti ad alta frequenza del segnale analogico acquisito
2. adottare un filtraggio anti-aliasing (filtro passa-basso) così da eliminare dal segnale analogico le frequenze maggiori della frequenza di Nyquist del campionatore.